# Ctenyura comma
Ctenyura comma är en sjöpungsart som först beskrevs av Hartmeyer 1906.  Ctenyura comma ingår i släktet Ctenyura och familjen lädermantlade sjöpungar. Inga underarter finns listade i Catalogue of Life.